# الفجير (حضرموت)
الفجير هي إحدى قرى الجمهورية اليمنية. وهي تتبع جغرافيًا لمحافظة حضرموت. وإداريًا لمديرية تريم. يبلغ تعداد سكانها 2043 نسمة حسب الإحصاء الذي جرى عام 2004.